# Île de France (transatlantico)
L'Île de France è stato un transatlantico francese da 44.500 tonnellate, varato nel giugno del 1926 dai cantieri di Penhoët a St. Nazaire e di proprietà della Compagnie Générale Transatlantique. Deve gran parte della sua notorietà all'eccezionale contributo che diede prestando soccorso nel naufragio dell'Andrea Doria, la notte tra il 25 ed il 26 luglio 1956.

## Storia
Sino alla notte tra il 25 ed il 26 luglio 1956 l'Île de France aveva vissuto un servizio florido e costante, rendendosi noto in patria e all'estero per la piacevolezza e la comodità della vita a bordo.
Durante la seconda guerra mondiale la nave aveva trasportato più di 600.000 soldati in ogni parte del mondo. Dopo di ciò fu completamente ristrutturata nel cantiere di origine e riprese i suoi viaggi transatlantici nel 1949.
Qualche anno dopo, la nave, già in Giappone per essere sottoposta a rottamazione, fu acquistata dal produttore cinematografico statunitense Andrew L. Stone per farla effetivamente affondare parzialmente nel corso della realizzazione del film del 1960 La crociera del terrore, da lui stesso diretto.

### I soccorsi al transatlanticoAndrea Doria
Intorno alle 23:10 del 25 luglio 1956, il transatlantico italiano Andrea Doria e quello svedese Stockholm, navigando in una zona dell'oceano Atlantico molto trafficata e in cui aleggiava una fitta nebbia, entrarono in rotta di collisione a seguito di una lettura errata del radar a bordo della nave svedese (che il timoniere in servizio stava governando in modo impreciso) e di una conseguente manovra errata, non si avvistarono reciprocamente e si scontrarono violentemente, con l'Andrea Doria che fu squarciato e iniziò a inclinarsi sul lato di dritta, a imbarcare acqua e ad affondare gradualmente. L'Île de France si trovava a circa 40 miglia nautiche dal luogo del disastro, aveva sorpassato la Stockholm alcune ore prima e si stava dirigendo a Le Havre; il suo comandante era il barone Raoul de Beaudéan, che ricevette l'SOS dall'Andrea Doria alle 23:30 e, dopo aver avuto conferma dell'assoluta necessità di assistenza della nave italiana per l'evacuazione dei suoi 1500 passeggeri e membri dell'equipaggio, fece invertire la rotta e mettere le macchine avanti tutta per raggiungere l'Andrea Doria appena possibile.
De Beaudéan non volle allertare e impensierire al riguardo i passeggeri della propria nave, i quali in larga parte continuarono a dormire per tutta la notte, e fece subito predisporre dal suo equipaggio le misure necessarie ad attuare l'operazione di soccorso, senza lasciare nulla al caso: preparazione delle lance, scelta degli equipaggi, accensione di tutte le luci, allestimento dell'ospedale della nave per poter accogliere il maggior numero possibile di feriti, raccolta di coperte e preparazione di cibo e bevande calde.
L'Île de France attraversò i banchi di nebbia (è da notare che, prima della collisione, l'Andrea Doria emetteva i segnali sonori regolamentari in caso di nebbia e aveva rallentato, mentre la Stockholm non aveva effettuato tali manovre) alla massima velocità e attorno alle 2 del mattino del 26 luglio, a poco meno di tre ore dalla collisione, raggiunse l'Andrea Doria. L'arrivo del transatlantico francese fu lo spartiacque emotivo di quella tragica notte: vedendolo, i passeggeri e l'equipaggio dell'Andrea Doria capirono di avere grandi possibilità di salvarsi e non furono colti dal panico, permettendo un'evacuazione della nave decisamente più tranquilla ed efficace di quanto fosse stata fino ad allora (le procedure di gestione dei soccorsi alle navi in difficoltà, inoltre, erano state notevolmente migliorate dopo il più celebre naufragio di sempre, quello del Titanic nel 1912).
Con una manovra eccezionale, de Beaudéan fece accostare l'Île de France a soli 370 metri dall'Andrea Doria, mettendo la propria nave sottovento al lato di dritta di quella italiana, quello che si stava inabissando e da cui venivano evacuati i naufraghi, creando uno specchio d'acqua liscio e calmo tra le due navi, perfetto per il transito delle scialuppe di salvataggio.
L'Île de France fu la terza nave a giungere sul luogo della sciagura, ma grazie alla perizia del suo capitano e al numero delle sue lance di salvataggio fu quella che riuscì ad accogliere più passeggeri dell'Andrea Doria: ben 753. Alcuni passeggeri cedettero le proprie cabine ai superstiti del naufragio, stanchi, bagnati e infreddoliti.
La nave francese ripartì alla volta di New York attorno alle 6 del mattino, quando fu chiaro che l'evacuazione della nave italiana si era conclusa; l'ultima persona a lasciarla fu il comandante Piero Calamai. De Beaudéan fece issare e ammainare per tre volte il tricolore di Francia mentre l'Île de France percorreva un'ampia curva attorno alla sventurata nave italiana, per poi emettere tre fischi prolungati con la sirena a vapore, saluto d'addio a una delle più giovani, belle e sfortunate navi passeggeri di lusso; l'incidente dell'Andrea Doria fu uno dei principali eventi che diedero inizio al declino dei servizi di linea navali transatlantici in favore del trasporto aereo.